# Episodi di Squadra Speciale Colonia (tredicesima stagione)
La tredicesima     stagione della serie televisiva Squadra speciale Colonia è stata trasmessa tra il 2014 e il 2015 sul canale tedesco ZDF.
In Italia la stagione è stata trasmessa in prima visione assoluta su Rai 2 dal 21 luglio al 27 novembre 2018.
| N° | Titolo originale             | Titolo in italiano             | Prima TV Germania | Prima TV Italia  |
| -- | ---------------------------- | ------------------------------ | ----------------- | ---------------- |
| 1  | Eine Frage der Gerechtigkeit | Una questione di giustizia     | 14 ottobre 2014   | 21 luglio 2018   |
| 2  | Du sollst nicht töten        | Non uccidere                   | 21 ottobre 2014   | 28 luglio 2018   |
| 3  | Durststrecke                 | Crisi creativa                 | 28 ottobre 2014   | 18 agosto 2018   |
| 4  | Schutzengel                  | L'angelo custode               | 4 novembre 2014   | 25 agosto 2018   |
| 5  | Auf der schiefen Bahn        | Sulla cattiva strada           | 11 novembre 2014  | 1 settembre 2018 |
| 6  | Tanz ohne Wiederkehr         | L'ultimo ballo                 | 18 novembre 2014  | 5 novembre 2018  |
| 7  | Falschgeld                   | Soldi sporchi                  | 25 novembre 2014  | 5 novembre 2018  |
| 8  | Väter und Söhne              | Padri e figli                  | 2 dicembre 2014   | 6 novembre 2018  |
| 9  | Die Unverbesserlichen        | Gli incorreggibili             | 9 dicembre 2014   | 6 novembre 2018  |
| 10 | Tod am Telefon               | Morte al telefono              | 16 dicembre 2014  | 7 novembre 2018  |
| 11 | Schlagerterror               | Un terribile successo          | 23 dicembre 2014  | 7 novembre 2018  |
| 12 | Der Büchermord               | Omicidio in biblioteca         | 30 dicembre 2014  | 8 novembre 2018  |
| 13 | Tod eines Rappers            | Morte di un rapper             | 13 gennaio 2015   | 9 novembre 2018  |
| 14 | Der stumme Tenor             | Il tenore muto                 | 20 gennaio 2015   | 12 novembre 2018 |
| 15 | Der Friedhofsmord            | Delitto al cimitero            | 27 gennaio 2015   | 13 novembre 2018 |
| 16 | Die Frau im Bus              | La donna dell'autobus          | 3 febbraio 2015   | 14 novembre 2018 |
| 17 | Verfluchte Millionen         | Milioni maledetti              | 10 febbraio 2015  | 15 novembre 2018 |
| 18 | Camilla und die tote Nonne   | Camilla e la suora morta       | 17 febbraio 2015  | 16 novembre 2018 |
| 19 | Mord am Hochsitz             | Stagione di caccia             | 24 febbraio 2015  | 19 novembre 2018 |
| 20 | Partitur eines Todes         | Partitura mortale              | 3 marzo 2015      | 20 novembre 2018 |
| 21 | Der Fluch der Libelle        | La maledizione della libellula | 10 marzo 2015     | 21 novembre 2018 |
| 22 | Ihr letzter Wille            | Le sue ultime volontà          | 17 marzo 2015     | 22 novembre 2018 |
| 23 | Kein Weg zurück              | Non si torna indietro          | 24 marzo 2015     | 23 novembre 2018 |
| 24 | Rasender Puls                | Battito accelerato             | 31 marzo 2015     | 26 novembre 2018 |
| 25 | Falsche Fuffziger            | Il club dei risparmiatori      | 7 aprile 2015     | 27 novembre 2018 |